# 477 av. J.-C.
Cette page concerne l'année 477 av. J.-C. du calendrier julien proleptique.

## Événements
- Hiver 478-477 av. J.-C. : fondation de la confédération de Délos (fin en 404 av. J.-C.) dans un but défensif contre les Perses. Elle résulte d’une scission de l’alliance grecque, provoquée par les excès du spartiate Pausanias, commandant de la flotte panhellénique, qui se voit retirer son commandement[1].

- 1er juillet : début à Rome du consulat de C. Horatius Pulvillus et T. Menenius Agrippæ f. Lanatus[2].

- 18 juillet[3] ou 13 février[4] : bataille du Crémère dans la guerre entre Rome et Véies[5]. La famille romaine des Fabii qui tentait d’élargir sa puissance au nord est décimée près de Véies, sur les bords du Crémère. Ces trois cent six Fabii sont en réalité une des dix-sept tribus rustiques de Rome (unités territoriales), portant un nom gentilice. Les Véiens exploitent leur victoire par l’occupation du Janicule. Une armée romaine les en expulsera[2].

- À Athènes, Cimon, fils de Miltiade, est constamment réélu stratège entre 477 et 461 av. J.-C.[6]

- Début du règne de Zhou Yuanwang, seizième roi des Zhou Orientaux en Chine (fin en 469 av. J.-C.)[7].

- 477-476 av. J.-C. : statues des « Tyrannoctones » (Harmodios et Aristogiton), réalisées par les sculpteurs Critios et Nésiotès[8].